# Alex Jensen
Alexander Jensen (* 16. Mai 1976) ist ein US-amerikanischer Basketballtrainer und ehemaliger -spieler.

## Werdegang

### Spieler
Der aus Centerville im US-Bundesstaat Utah stammende Jensen spielte als Jugendlicher Basketball an der Viewmont High School und wurde in der Saison 1993/94 als bester Spieler des Bundesstaates ausgezeichnet. Ab 1994 gehörte der knapp mehr als zwei Meter große Flügelspieler zur Hochschulmannschaft der University of Utah. Nachdem er in  der Saison 1994/95 6,7 Punkte je Begegnung erzielt hatte, verließ er die Mannschaft und weilte von 1995 bis 1997 als Missionar der Kirche Jesu Christi der Heiligen der Letzten Tage (Mormonen) in England. In dieser Zeit spielte er kaum Basketball. Anschließend kehrte er an die University of Utah zurück und war in der Saison 1997/98 gleich wieder Stammspieler. Jensen, der Finanzwesen studierte, spielte bis 2000 für die Hochschulmannschaft, seinen besten Punkteschnitt erreichte er in der Saison 1999/2000 mit 13,1 je Begegnung und wurde in der Mountain West Conference als Spieler des Jahres ausgezeichnet. 1998 stand er mit Utah im NCAA-Endspiel, das gegen die Mannschaft der University of Kentucky verloren wurde.
Seine Laufbahn als Berufsbasketballspieler begann Jensen bei Darüşşafaka SK Istanbul in der Türkei. Bei der Mannschaft stand er von 2000 bis 2002 unter Vertrag, im weiteren Fortgang seiner Laufbahn spielte er für weitere türkische Vereine: 2003 bis 2005 für Tuborg Pilsener S.K. in İzmir, 2005/2006 für Türk Telekomspor und von Februar bis Mai 2007 für CASA TED Kolejliler in Ankara. Er bestritt insgesamt 163 Einsätze in der ersten Liga der Türkei und erzielte dabei im Mittel 9,3 Punkte je Begegnung. In Spanien stand er zu Beginn der Saison 2002/03 kurzzeitig bei CB Girona unter Vertrag, im September 2002 kam es zur Trennung. Er wurde Anfang Dezember 2002 von den Yakima Sun Kings verpflichtet, mit denen er am Ende des Spieljahres 2002/03 in seinem Heimatland den Meistertitel in der Continental Basketball Association gewann. In Teilen der Saison 2006/07 stand Jensen in Diensten der japanischen Mannschaft Nagoya Diamond Dolphins.

### Trainer
Von 2007 bis 2011 war Jensen in seinem Heimatland an der Saint Louis University Assistenztrainer von Rick Majerus, unter dem er früher an der University of Utah gespielt hatte. Im Herbst 2011 trat Jensen die Cheftrainerstelle bei Canton Charge in der NBA Development League an. Im Anschluss an die Saison 2012/13 wurde er als bester Trainer der Liga ausgezeichnet.
Im Sommer 2013 verpflichtete die NBA-Mannschaft Utah Jazz Jensen als Assistenztrainer. Der Franzose Rudy Gobert führte seine Entwicklung zu einem der besten Innenspieler der NBA zu einem erheblichen Anteil auf seine Zusammenarbeit mit Jensen zurück.
Während der NBA-Sommerpause 2015 arbeitete Jensen unter dem damaligen Bundestrainer Chris Fleming als Assistenztrainer bei der deutschen Nationalmannschaft und nahm in diesem Amt an der Europameisterschaft teil. 2021 war Jensen ein Anwärter auf das Cheftraineramt an der University of Utah, nahm an einem Vorstellungsgespräch teil, zog seine Bewerbung aber Ende Mai 2021 zurück und blieb bei den Utah Jazz. Bei der Amerikameisterschaft 2022 war Jensen Cheftrainer der Nationalmannschaft der Vereinigten Staaten und führte die Auswahl zum Gewinn der Bronzemedaille.
Im Sommer 2023 wechselte Jensen aus Utah zum NBA-Konkurrenten Dallas Mavericks und trat dort eine Stelle als Assistenztrainer an. Im März 2025 wurde Jensen als neuer Cheftrainer der University of Utah verkündet. Er machte den Österreicher Martin Schiller zu einem seiner Assistenten, mit dem er bereits im Stab der deutschen Nationalmannschaft zusammengearbeitet hatte.